# 主教学院
主教学院或主教学院中学（英語：Bishop's College School，简称BCS）位处加拿大法语省份魁北克省舍布鲁克市，作为英式文法学校成立于1836年，为魁省最古老主要使用英语教学的学校，及加国第四古老的私立英语中学。于加拿大联邦前31年成立。七位BCS学生获选罗德学者。其也是当地极少数英法双语或拥有12年级的私立寄宿制大学预备中学。 历年大学升学率约100%，为一所学术一流 ，在当地声望极高的非营利双语寄宿学校。1972年起，主教学院BCS与临近的姐妹学校King's Hall, Compton（KHC）国王大殿学院合并，使其成为加拿大第一所男女混合的私立学校之一。 为魁北克省注册文化遗产。
该学校由同主教大学由具有亲属关系的剑桥大学文学硕士Edward Chapman，牛津大学法律博士乔治·蒙顿大主教和美国传道士卢修斯·杜立特创立，最初称为伦诺克斯维尔文法学校。 其曾在1842年成为主教学院,现今的主教大学预备学校。1878从法律上独立。其校友创立了安大略Trinity College School学院和渥太华的前BCS式分校Ashbury College学院（1891年）以及普渡大学电子工程学系。 学校在魁北克省寂静革命后不再有强制宗教隶属。 曾被首任加拿大总督蒙克子爵勋爵夫妇称赞为加拿大的“伊顿公学”。1891年发生大火， 1922年搬到圣弗朗西斯河对岸,但仍和主教大学保持密切关系。 
学校青年团自1861年成立并隶属黑卫士兵团和加拿大皇家陆军青年团RCAC。该青年团为加拿大最悠久的青年组织并为加拿大唯一拥有战斗奖章的青年部队。二战期间，共有超过四百名校友参战，约65位牺牲。校友安德鲁·麦肯诺顿Andrew McNaughton为时任加拿大军队总司令，号称加拿大的“麦克阿瑟”。在中国方面，他也曾与中华民国外交部长、史学家蒋廷黻在联合国成立独立调查委员会。多位BCS校友于香港战死沙场。校友諾曼·韋伯斯特为西方文革时期唯三驻华记者。
学校与加军队、教会、英皇室互动繁多，1901年英国国王乔治五世，1919年爱德华八世，1939年乔治六世, 1962年伊丽莎白王太后，及1989年女王丈夫菲利普亲王参加检阅表彰。并常年受加拿大总督检阅。BCS是加拿大私立贵族学校Canadian Accredited Independent Schools+自1981年的创始成员, 国际寄宿学校联盟TABS, QAIS及国际文凭组织IB成员。通过Round Square组织开展交流活动,拥有众多盟校。杰出校友包括广播发明者费森登(范信达), 英国病人作者麦可·翁达杰，荣获37项奥斯卡的制作人杰克·艾伯斯，《人生七年》导演保罗·阿尔蒙德，多位军、政、商、法人士等等。历年40%学生受校友资助，平均每位学生受资额为23,800加币。 现校址地处舍布鲁克市的Lennoxville，设有直达舍布鲁克市中心的巴士二路BCS站，多条公路和铁路穿行。
学校另已经设立59届夏令营并从中选取优秀学生。电影意乱情迷曾在BCS取景。

## 历史

### 创建历史

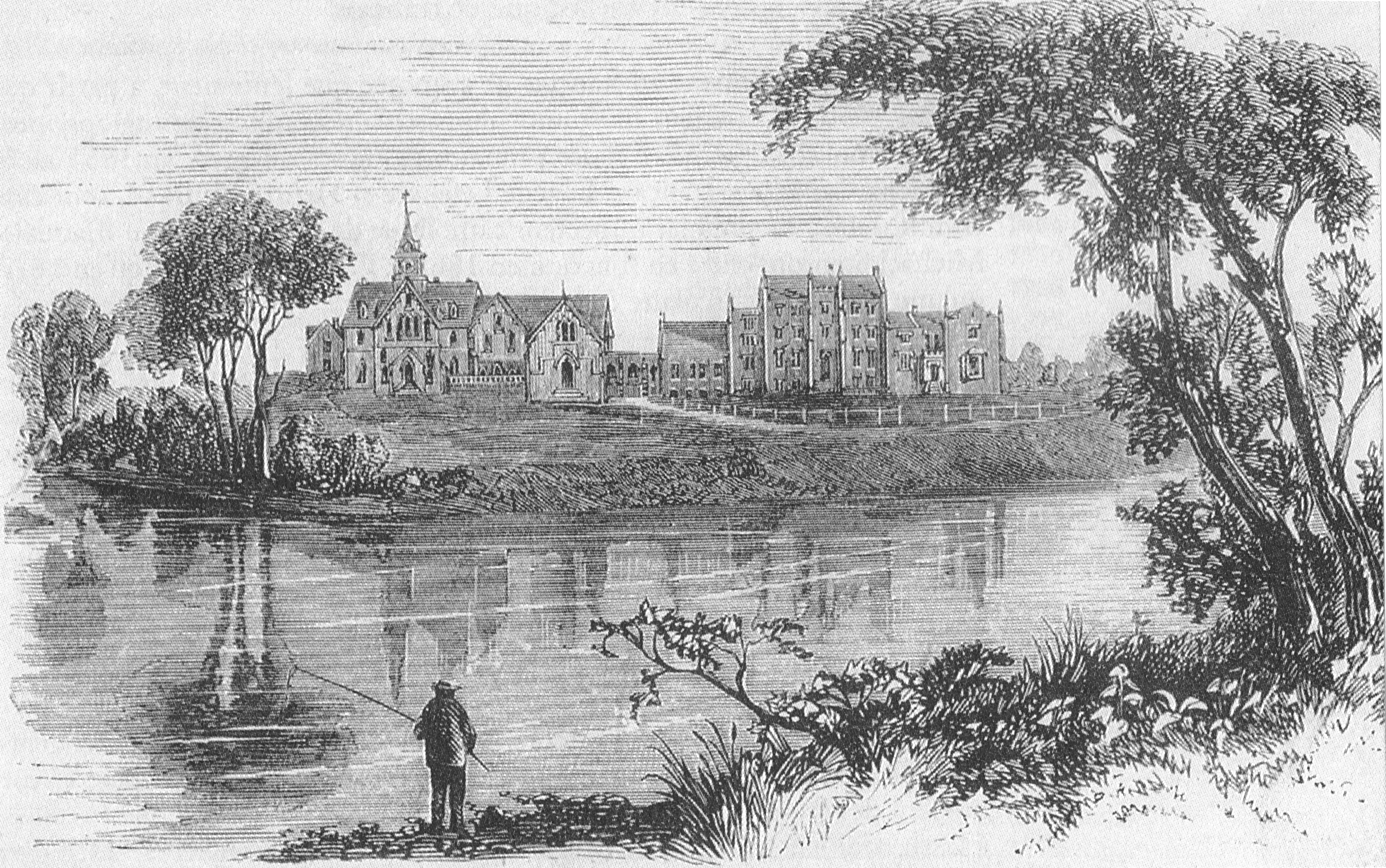
BCS于主教大学，1865年（图左边建筑）

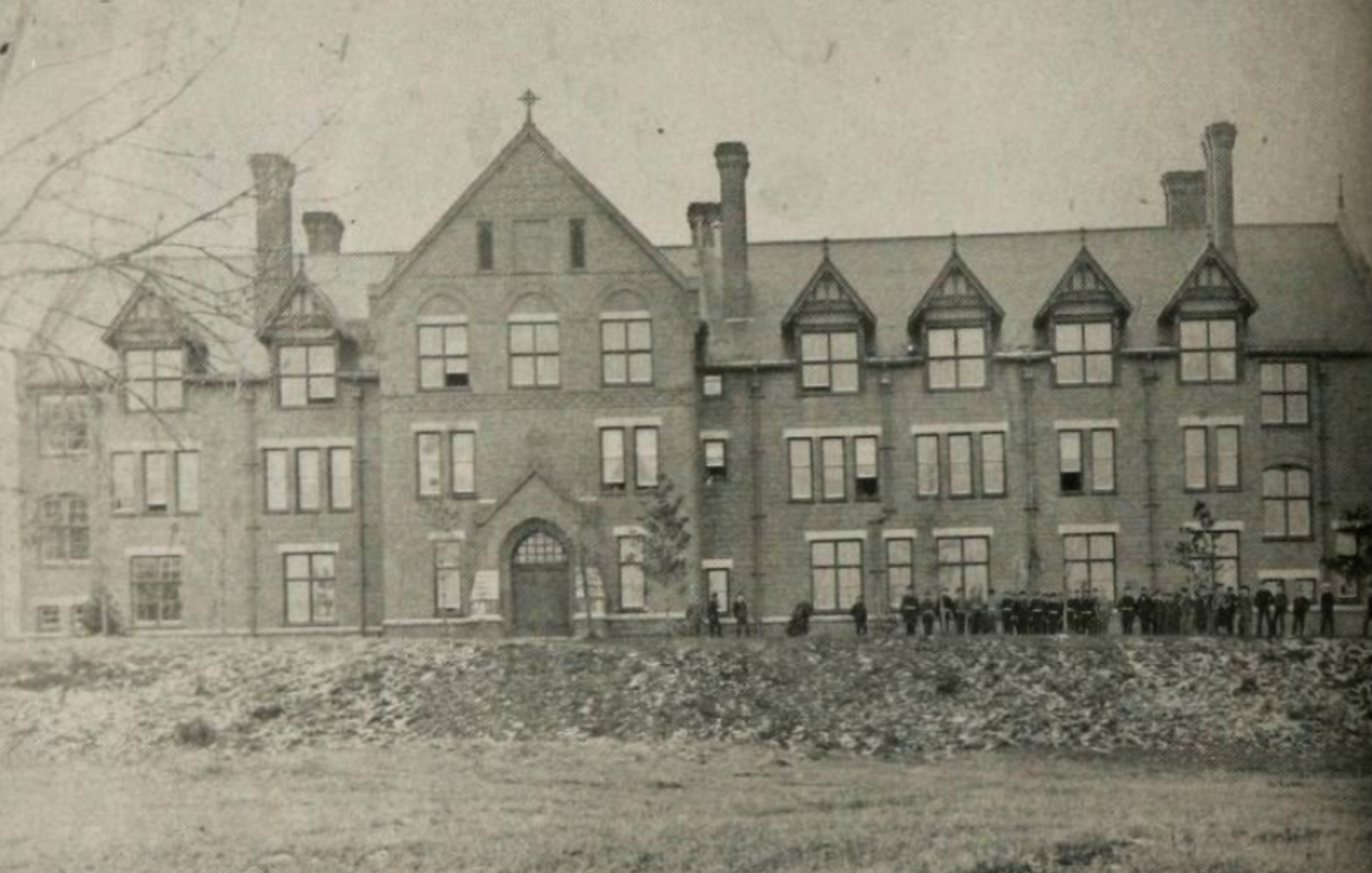
BCS位于主教大学

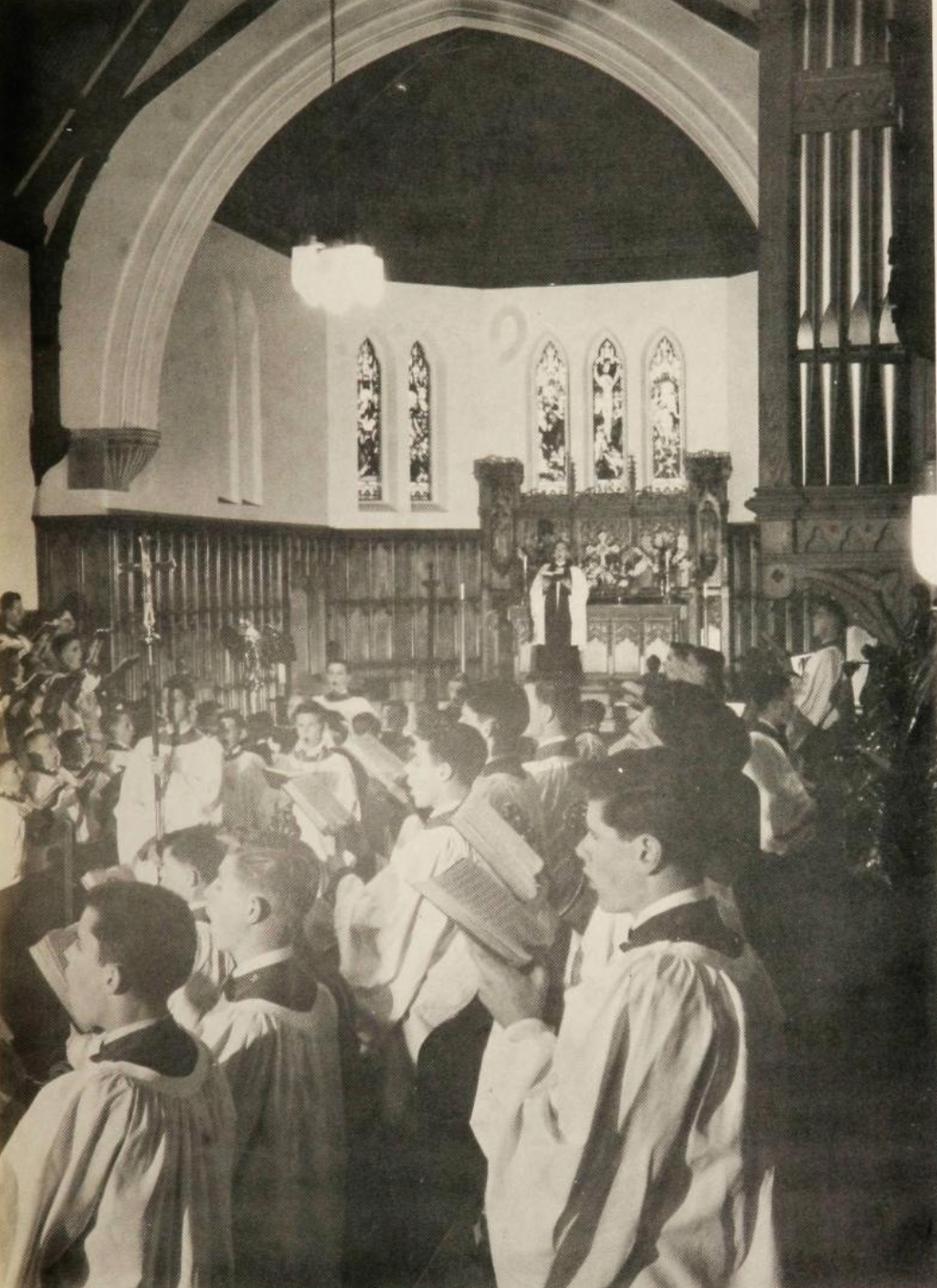
BCS合唱团位于主教大学小堂

主教学院 Bishop's College School（亦称主教书院，BCS）由剑桥大学文学硕士Edward Chapman和美国新英格兰地区传道士Lucius Doolittle创立于1836年（清道光十六年，威廉四世末年)。当时称Lennoxville文法学校（男子中学）。 学校隶属加拿大圣公会。
舍布鲁克为加拿大魁北克省第四大城市。建立之初，该校位于地处舍布鲁克Lennoxville镇圣詹姆斯牧师院，只有卢修斯·杜立特校长、Edward Chapman一位老师和23个学生。 传统上，学生来自加拿大保皇党移民和蒙特利尔Golden Square Mile居住区Gault, Price, Molson, McConnell, MacLernon, MacDougall家族的商人家庭 是为主教大学，拉瓦尔大学和麦吉尔大学设计，原采用英国伊顿公学，哈罗公学模式的英式预备中学。 但在此之上十分强调加拿大文化，冰雪运动及英法双语教学。后来第一个正式建筑由最后一任北美英軍總司令, 第一代卡斯的從男爵威廉·威廉斯中將奠基。
Bishop's College School自1845年与主教大学开始紧密联系。1857年任命第五任校长牛津大学彭布罗克学院毕业生詹姆斯·威廉姆斯主教。1863年，他被任命为魁北克第四任大主教。 在BCS期间他大力参与魁北克新教公立学校体系的发展，并与加拿大国父亚历山大·高特和约翰·亚历山大·麦克唐纳合作制定了《英属北美法案》（1867年加拿大宪法）第93条，赋予加拿大议会保护少数群体受教育权的责任。
1860年代主教大学里的哥特式BCS校舍建成，1864年第一任加拿大总督，时任加拿大总督蒙克子爵夫妇访问期间给予了较高评价并给予其“加拿大的伊顿公学”的美名。1880年主教学院发布第一期年鉴，至今约140期。
1865年Bishop's College School开始在高年级里选举级长Prefect (校干部)，帮助学校运营和参加学校如校长招聘等的裁决。
Bishop's College School “主教，Bishop” 二字来自创建者之一的牛津大学法学博士George Mountain主教，法官。他曾担任魁北克省大主教，同时也是与主教大学创建者及麦吉尔大学第一任校长。 其为了给主教大学设立预备学校（中、小学）在1845年合并了Lennoxville文法学校并改名为Bishop's College School。并于1853年由他向维多利亚女王申请获得皇家特许状。 主教大学曾是剑桥大学及牛津大学的一部分并以附属学院身份颁发”ad eundem - 同等“ 学位。很长一段时间，BCS等于是这两所大学附属文理学院的附属预备中学。主教学院的前二十位校长也清一色来自牛津及剑桥大学。.
主教学院Bishop's College School由1879年独立并成立独立董事会。1922年主教学院搬离主教大学校舍。1947年主教大学正式和圣公会、牛津大学脱离关系改名成为独立公立大学，BCS则保持了作为非盈利私校/社会慈善组织的状态。

### 初期发展

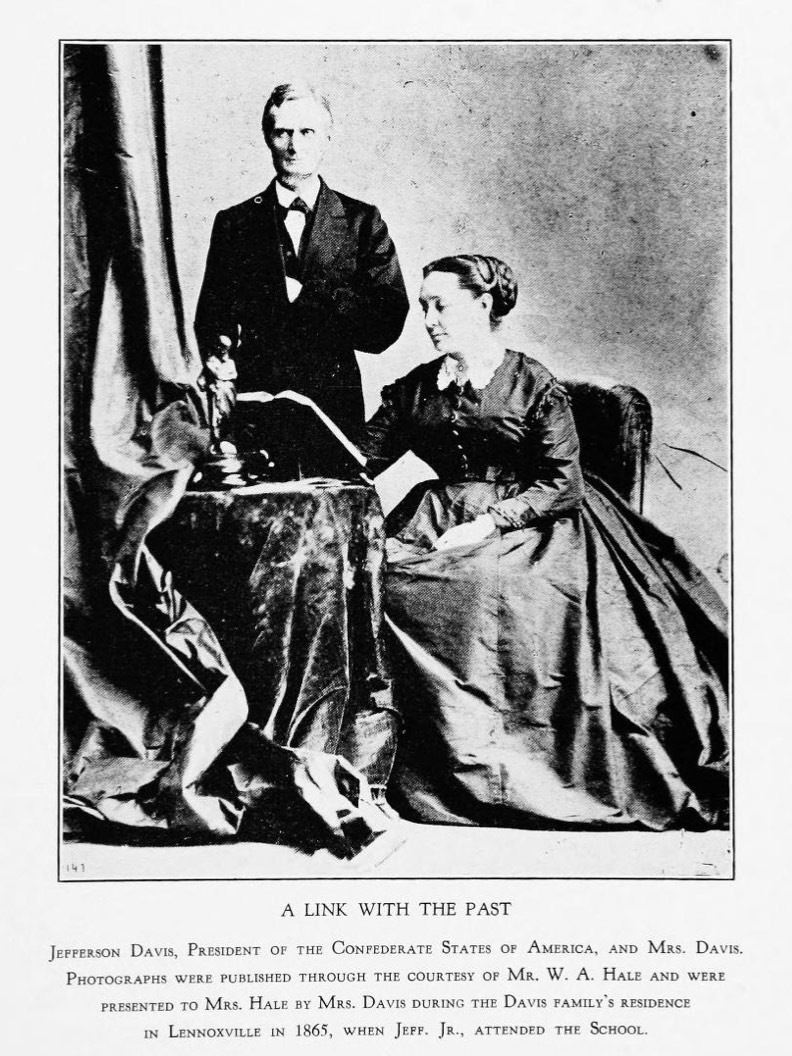
美利坚联盟国总统杰斐逊·戴维斯夫妇1865年逃难于列诺克斯维尔，其两个孩子于BCS就读

1860～1881年起，Bishop's College School周边开始大幅度发展。1881年六月，加拿大太平洋铁路在Lennoxville镇设立火车站。从BCS坐车前往渥太华时只需要四个小时，多伦多六个小时，波士顿八个小时。学生的组成开始变得更加多元化。美国及英国统治地区多信奉基督新教，然而法裔的魁北克省教育原本被控制在罗马天主教教会手下。BCS作为一所师资强大的新教英语中学吸引了来自加拿大其他省份和很多其他北美、欧洲学生家庭。
例如，恐怖小说《德古拉伯爵》作者布莱姆·斯托克。1865年，南北战争期间美利坚联盟国总统杰斐逊·戴维斯将两个二子送到BCS接受教育直到毕业，其本身也在主教学院所在的Lennoxville居住过一段时间。
1879年，Bishop's College School成立其合唱团BCS Choir并发布多张专辑，一度被认为是加拿大第一的童声合唱团。1880年学校因大面积伤寒爆发关闭。1891年，校舍发生大火和财政危机。校友阿尔弗雷德·阿瑟·考克斯（建筑师）在主教大学Rivière St.Francis河对岸的新校园内设计了维多利亚时期风格的几栋建筑。1898年诺贝尔文学奖得主鲁德亚德·吉卜林作为文学老师在BCS任职了一段时间。1901～1922年学校中学部逐步搬迁到主教大学Rivière St.Francis圣弗朗西斯河的对岸。由新校舍捐赠者校友J. K. L. Ross将军和时任加拿大总督英国德文郡公爵开幕，以寻求更大的教学面积。旧校舍改建为主教大学New Arts及科学实验楼。当年的新校舍保留部分为学校主教学楼School House和小堂。
1888年，牛津大学文学毕业生George Wollcombe开始在BCS就职，1891年，他受主教学院和主教大学院长Rev. Dr. Thomas Adams推荐和几个BCS学生在渥太华的家长建议在首都建立一所BCS分校，这个分校成为今天的渥太华Ashbury College。Wollcombe在该学院担任了校长42年（1891-1933），但时常坐火车回BCS教课，最后他返回到BCS担任了校长。后受Wollcombe推荐，1936年， Bishop's College School的罗德学者Ogden Glass从牛津大学毕业，并在阿什伯里学院Ashbury担任第四任校长。

### 搬迁与近代历史
在第一次世界大战和第二次世界大战期间，数百名Bishop's College School应届的学生自愿参加了加拿大等同盟国的军队并有约130人牺牲。每年，在学校的国丧日纪念中都会读出这些学生的名字（第一次世界大战中有65名男生，第二次世界大战中62名男生）。在学校的小教堂内竖立了叙事花窗玻璃和战争纪念匾，以示对这些学生的表彰。
校友安德鲁·麦肯诺顿将军为时任加拿大军队统帅，并率领了维米岭战役，与丘吉尔、戴高乐等共事。在中国方面其曾与中国外交部长蒋廷黻在联合国成立独立调查委员会，被誉为加拿大的“麦克阿瑟”将军。 校友费森登（范信达）发明的广播技术为战地通讯提供了可能。学校青年团自二十世纪五十年代隶属黑卫士兵团和加拿大皇家军队青年团。
BCS亦与英国皇室保持密切关系。该青年团于1919年获英国国王爱德华八世检阅。1901乔治五世，1919年与1939年乔治六世访问加拿大期间BCS Cadet负责了其在舍布鲁克市内的安保。1962年与黑卫士兵团在蒙特利尔受获得伊丽莎白王太后检阅。主教学院另有多位校友获得皇家维多利亚勋章，大英帝国勋章，圣米迦勒及圣乔治勋章等荣誉。

BCS自1941年其实施以实验为基础的科学学科教学方式并开始要求学生完成一项毕业设计/论文。
宗教相关：1958年学校体育馆/舞蹈室改造为圣马丁小堂St. Martin‘s Chapel。由魁北克省大主教宣布开放。自此，学生不再使用主教大学教堂。1960年代中饱受争议的英语老师Harold Forster牧师离开BCS并加入了伊顿公学并在1967于哈罗公学教学期间去世。自2000年代起BCS开始世俗化运动并脱离宗派限制，招收各宗教背景学生。但仍然保留日常宗教传统和活动。 学校曾培养加拿大第五任圣公会大主教Clarendon Worell，第三任魁北克主教牛津大学法学博士George Mountain，第五任魁北克主教/牛津大学毕业生James Williams，第六任魁北克省主教Lennox WIlliams，第九任任魁北克省主教Tim Matthews ， 安大略省主教/牛津大学沃德姆学院毕业生Edward Bidwell, 美洲东正教作家特鲁别茨科伊家族Alexis S. Troubetzkoy王子等宗教领袖。

### 女性师生及与King’s Hall, Compton国王大殿学院合并

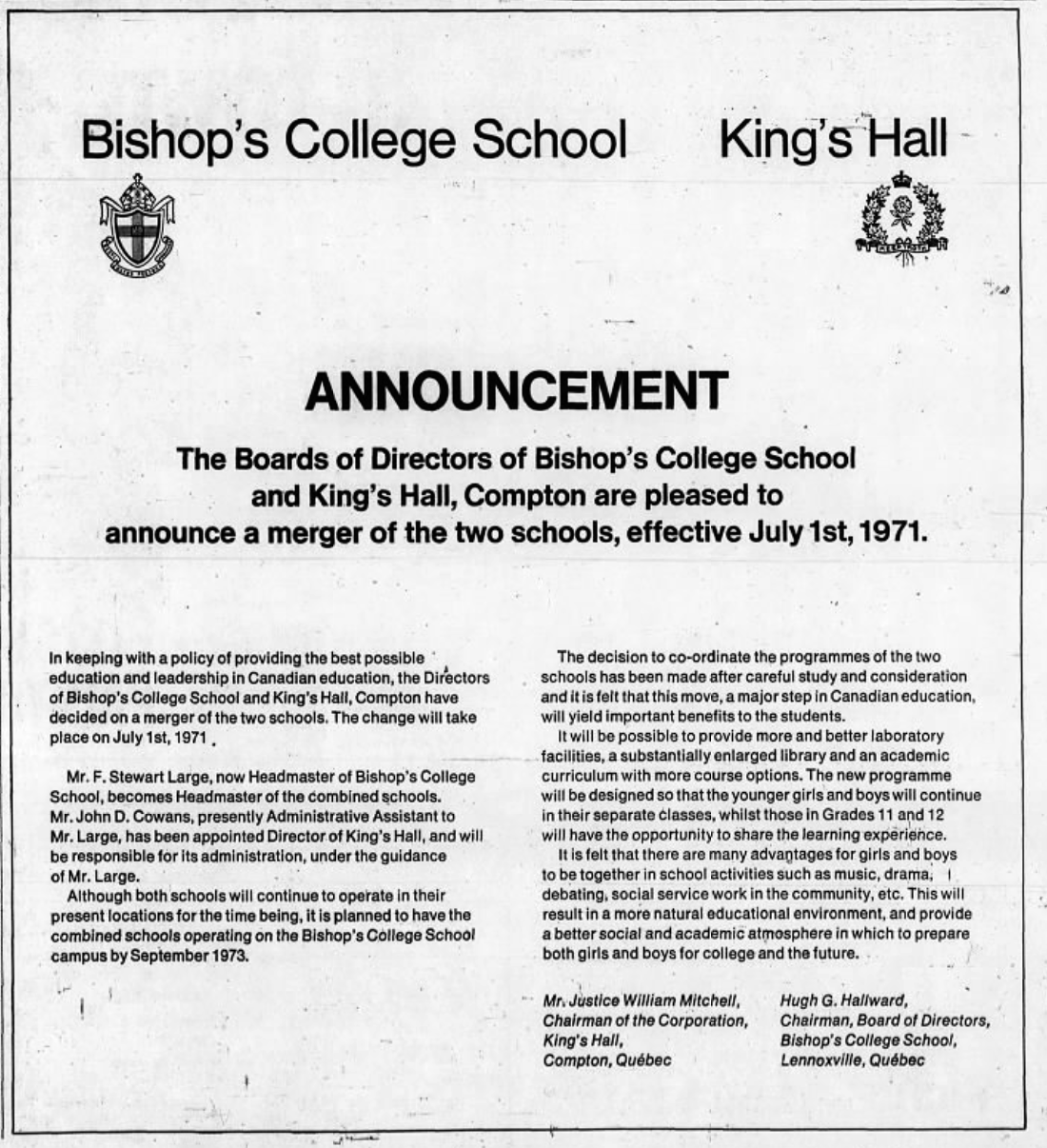
BCS、King's Hall国王大殿学院合并公告（1971）

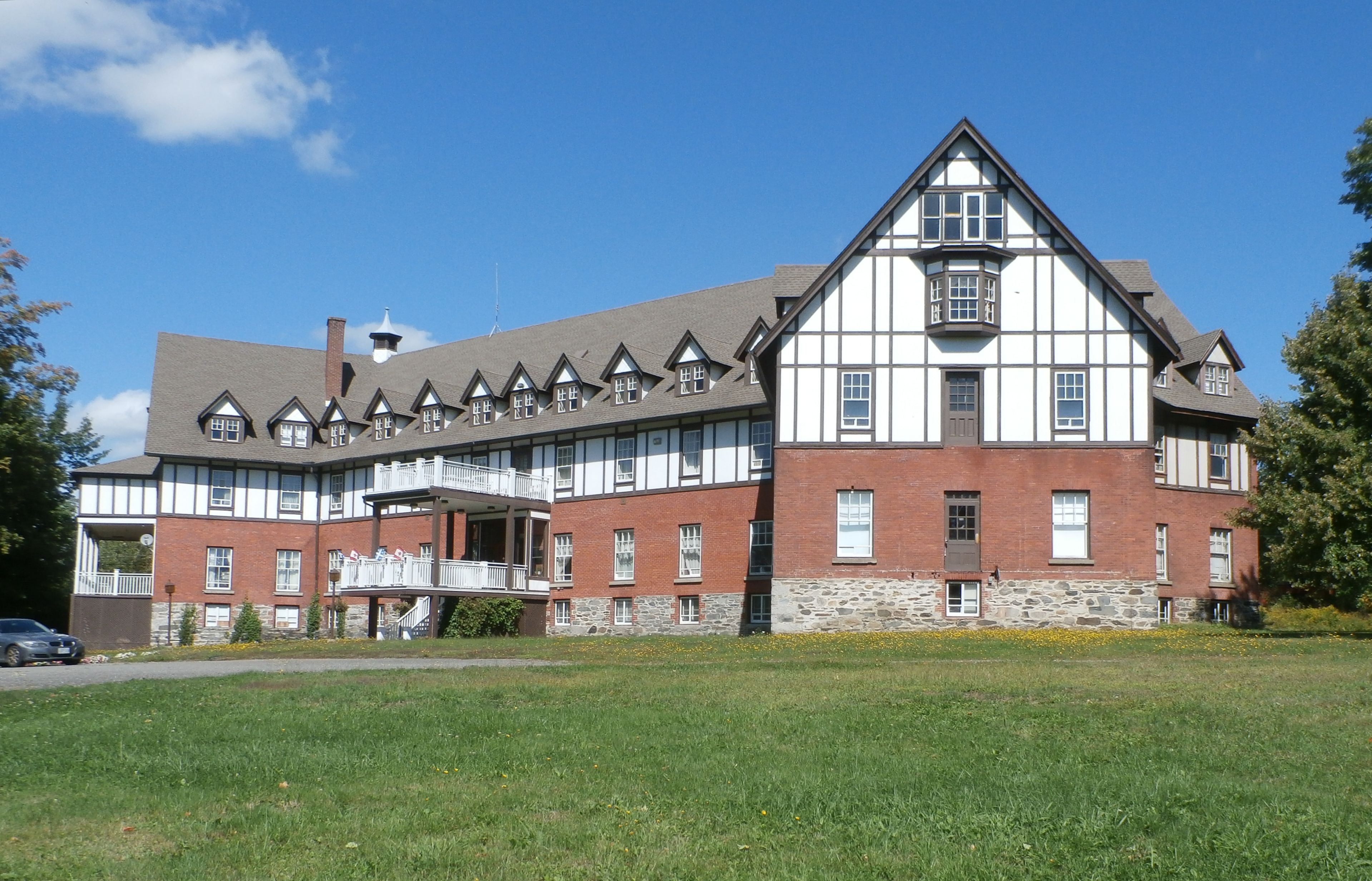
KING‘s HALL原校址

在1972-73学年，Bishop's College School与临近的姐妹学校King's Hall，Compton 国王大殿学院/康普顿国王殿堂学院宣布合并。这也是该女子学院自成立的第100周年。BCS因此成为加拿大私立贵族学校中第一个男女混校之一。学校原名Compton Ladies College康普顿女子教区学校，由主教学院院长詹姆斯·威廉姆斯主教创立为BCS姐妹女校。因学校模仿英式学校模式，于1902年八月由校长Dr. Gillard自行改名来纪念爱德华八世登基。 
King's Hall 创立者及董事会会长同时也是上文中BCS第五任校长詹姆斯·威廉姆斯大主教。BCS校长Lennox Williams 主教亦曾帮助KHC买下43英亩的土地。KHC校长在合并之前已经是主教学院副校长，两校学生共同开展活动，组成男女混队参加竞技比赛。1972年KHC学生，教职工，校友会和各类传统全部融入BCS，女生开始成为学校生活不可或缺的一部分。 学校菲利普亲王御赐的大小校徽中的白玫瑰正是象征King‘s Hall国王大殿学院。BCS的女生宿舍和玻璃走廊亦分别以KHC校长校友命名。Compton原校舍被出售给一家酒店集团，后多次转手，现与1836年成立的BCS和1874年成立的KHC无任何关系。
自此，学校不再招收所附属的Bishop‘s Preparatory School 之小学学生，并改建原小学教学楼Prep为女生宿舍Glass。 1995年，南希·莱顿（Nancy Layton）被任命为校长，成为加拿大寄宿制学校男女混校中的首位女校长。学校自与KHC合并后招生数量大幅提升至约300人，大中华区学生最早于60年代加入BCS/KHC社区。

### 当代历史

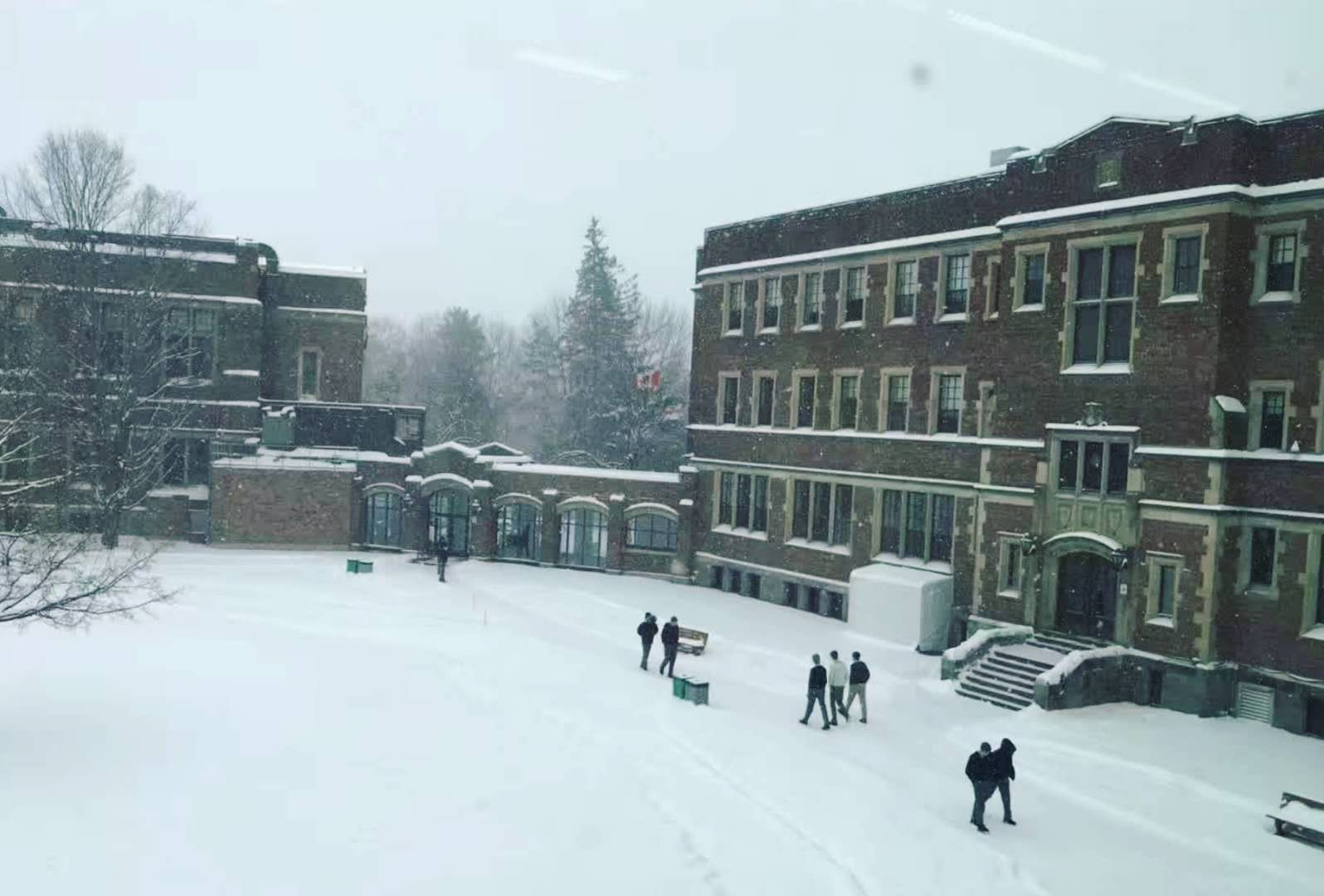
BCS Quad

学校自1961年第一次举办夏校、夏令营。1980年特里·福克斯Terry Fox开始其希望马拉松时BCS便支持该项目。现在已经是BCS学生每年常规筹款活动。
英国女王丈夫爱丁堡公爵于1989年五月18日访问加拿大期间检阅，颁发爱丁堡公爵奖并赐予了新学校勋章。由于主教学院Bishop's College School获得该加拿大勋章的人数众多，主教学院勋章授予之宪章亦包含加拿大勋章图案，为该国家唯一一例。
1989年世界人权宣言作者加拿大法学家约翰·彼得斯·汉弗莱受BCS邀请第一次对魁北克问题及加拿大宪法进行表态，并以一种几乎亢奋的态度完成了整个演讲。他请求BCS和所有的学生以批判性思维考虑周围的人与事并延续他的传奇。使得不少在座学生惊讶不已，自此主教学院开始了以着重多方位观点展开的社会科学教学模式。
Bishop's College School， BCS据2016年统计共为约250名学生和40多名教育工作者和约200名校工提供服务。 学校的教学目标为“创造一个学习知识与发展才能，而且关怀备至，重视文化交流和个人的社区”，自我定义为：“Where learning lives and leaders grow.”， 倡议为：“创建英法双语及多元文化社区。” 学校共设置45种不同社团。 BCS位于魁北克省112、216、220、143和108高速公路上，交通发达。距离魁北克城，蒙特利尔两个小时车程，距离多伦多，纽约 6个小时车程。学校于假期为学生提供包车服务。舍布鲁克机场于2005年建立。2001年电影《意乱情迷》在主教学院拍摄。
Bishop's College School自1981年与加拿大其他几所著名私立学校结盟，成为Canadian Accredited Independent Schools寄宿学校组织创始成员校,共有来自约40多个国家和地区的学生。 学校采取小班教学，设有中央网上教学系统。魁北克省自1967年其废除高三年级，11年级学生需要参加两年CÉGEP预科/大专以接受大学教育。BCS是魁北克省唯七保留12年级，学生有权直升大学的的学校。于2018年正式成为IB国际学校，中学教育受魁北克省和新不伦瑞克省双重监督。另外设有AP，SAT考点。

## 主教学院与中国

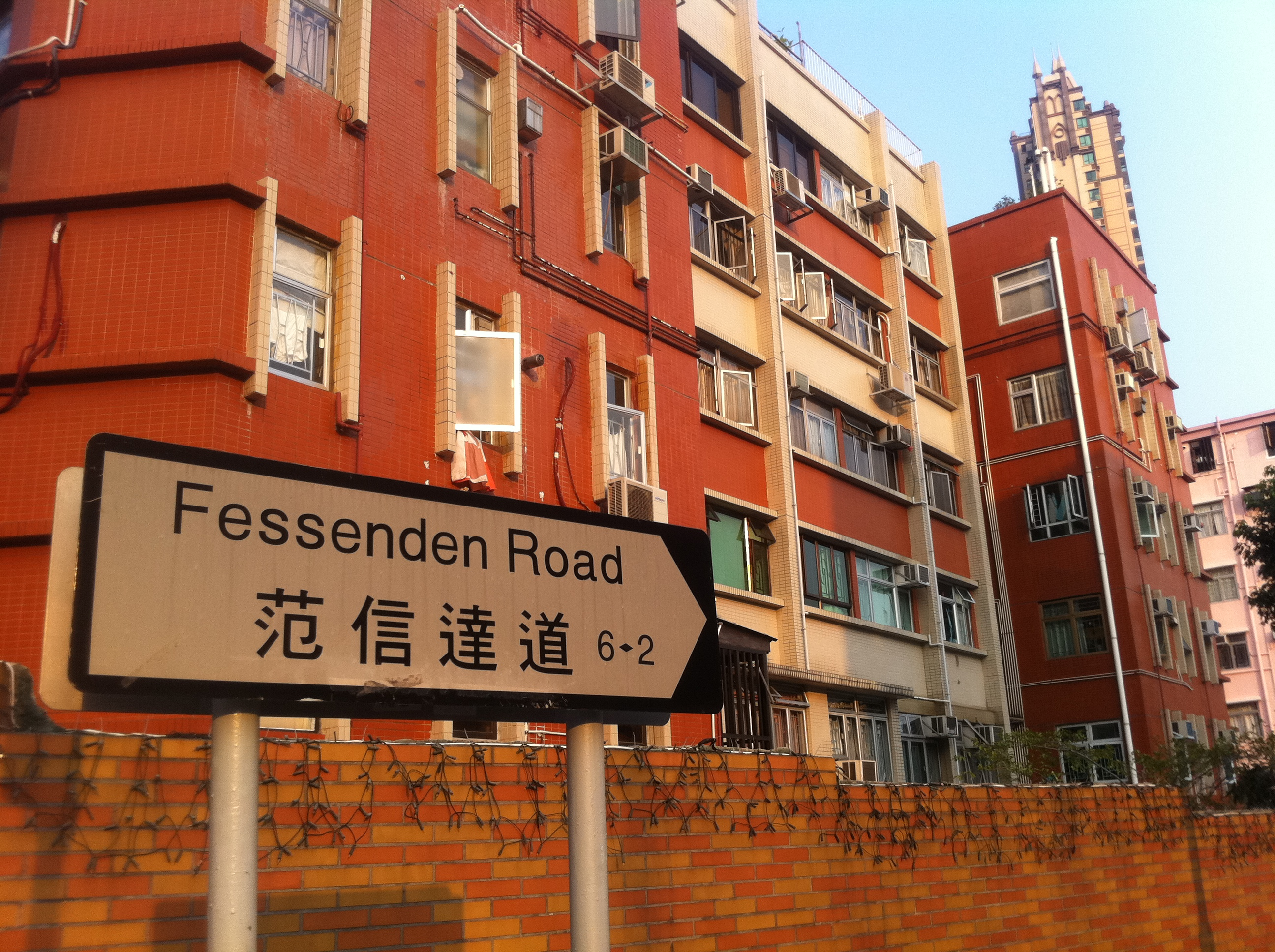
以知名校友范信达（费森登）在香港命名的街道

BCS自与KHC合并后招生数量大幅提升至约300人，大中华区学生最早于1920年代加入BCS社区。校友安德鲁·麦肯诺顿曾与中国外交部长蒋廷黻在联合国成立独立调查委员会，被誉为加拿大的“麦克阿瑟”将军。 多位BCS毕业生曾在反法西斯战争中奋战、牺牲于中国如校友John H. C. McGreevy空军中尉， 指挥官John Herbert Price空军准将曾在香港被日军俘虏。
校友建筑师Hazen Sise是白求恩大夫在西班牙马德里并肩作战的好友，也是其最开始将白求恩事迹引入西方视野的人。其曾向加拿大国会提议将白求恩故居划为加拿大国家历史遗址。亦曾任加拿大白求恩基金会第一任主席。
校友罗德学者诺曼·韦伯斯特Norman Webster曾在六十年代文化大革命期间作为常驻中国大陆的唯三西方记者。 其曾撰写多篇关于中国的文章。例：1970年2月4日，英国《每日电讯报》刊登了他的一篇文章，讲述北京全城正在挖掘防空洞的历史事件。

## BCS 第二军事青年团
学校自1861年设有军训化青年团BCS No.2 Cadet Corps，为学生生活中不可或缺的部分。该青年团为加拿大现存历史最悠久之Cadet军事化服务团。学校步枪队于1861年创立，名为Bishop's College School No.2 Cadet Corps。其隶属并受加拿大皇家军队青年团和Black Watch黑卫士兵团（加拿大皇家高地团部）全额资助。
BCS校服中的苏格兰短裙便是黑兵士卫团的黑绿相间样式。校服领带约30余种，通过学生参与之活动、所属社团和House学院制宿舍获得。
参加Cadet是学生毕业的要求，学校一年一度在魁北克城设立开学军训、期中军训和六月阅兵仪式。学校许多教师同时拥有加拿大军衔，现任副校长为现役加拿大陆军上尉，青年团管理人员均为现役少校以上。 每年Cadet乐队会在加拿大国丧日和黑卫士兵团一起在蒙特利尔圣凯瑟琳街列队表演。 学校一年一度的开学军训位于校友William Price骑士创立的加拿大第二师、第五机械化旅团，魁北克省部队常驻之魁北克城CFB Valcartier军事基地。

## 参考文献

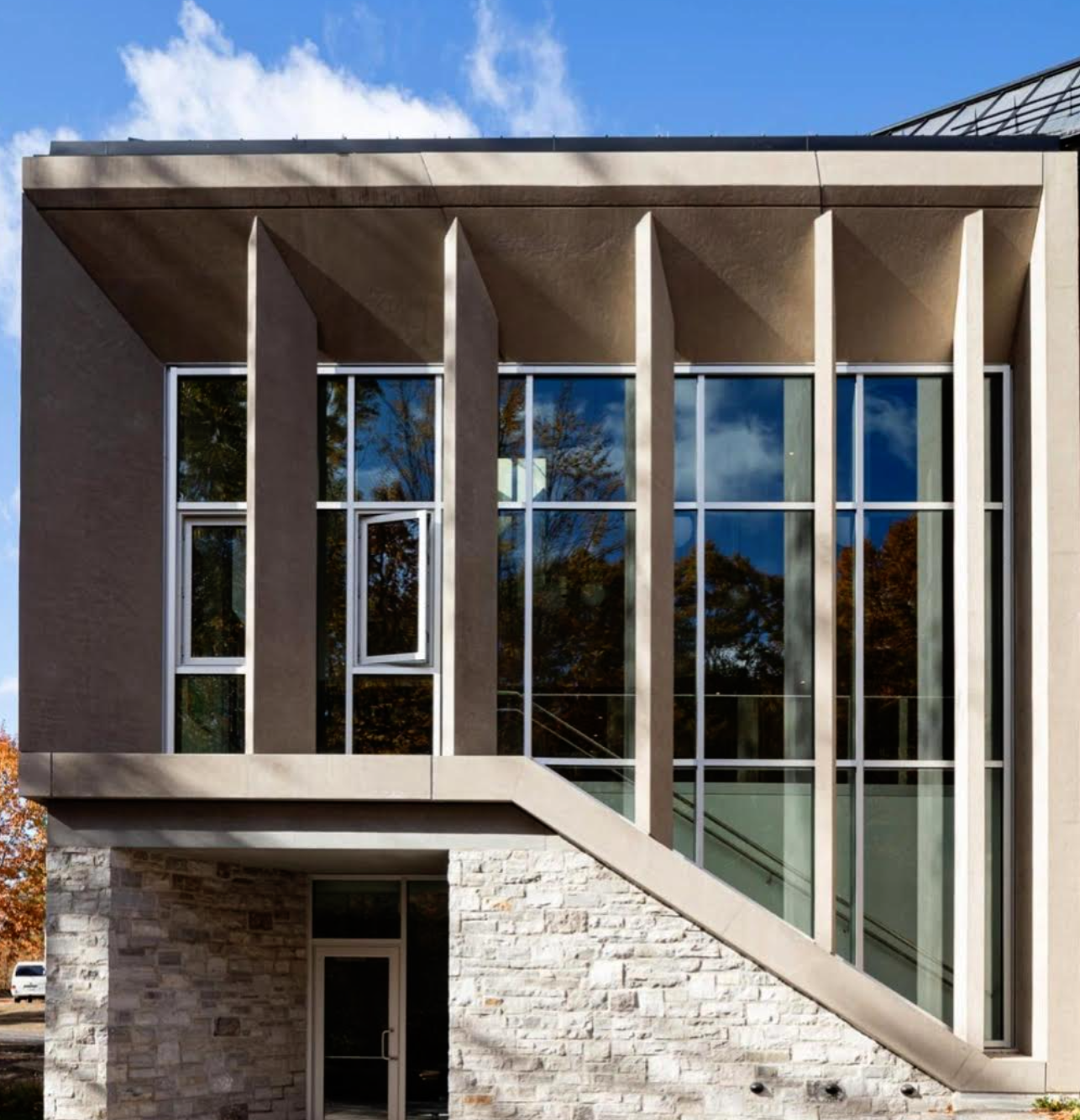
BCS辅导中心、米切尔家族屋